# Léopold Corriveau
Pour l’article homonyme, voir Corriveau.
Léopold Corriveau (né le 23 janvier 1926 et mort le 16 juillet 1998) est un électricien et homme politique fédéral du Québec.

## Biographie
Né à Thetford Mines dans la région de Chaudière-Appalaches, M. Corriveau entame une carrière publique en devenant membre du conseil scolaire de Thetford Mines en 1962 et président de ce même conseil de 1967 à 1970.
Élu député du Parti libéral du Canada dans la circonscription fédérale de Frontenac lors d'une élection partielle déclenchée après la démission du député Bernard Dumont en 1970, il fut réélu en 1972, 1974 et en 1979. Réélu en 1980, l'élection fut retardée d'un mois et quelques jours en raison du décès d'un candidat au cours de la campagne. Il est défait en 1984 par le progressiste-conservateur Marcel Masse.
Durant sa carrière politique, il a été secrétaire parlementaire du ministre de l'Agriculture de 1972 à 1975.